# 178796 Posztoczky
178796 Posztoczky este un asteroid din centura principală de asteroizi.

## Descriere
178796 Posztoczky este un asteroid din centura principală de asteroizi. A fost descoperit pe 27 februarie 2001 la Piszkesteto de Krisztián Sárneczky și Alíz Derekas. Asteroidul prezintă o orbită caracterizată de o semiaxă mare de 2,33 ua, o excentricitate de 0,16 și o înclinație de 5,9° în raport cu ecliptica.